# 鹿児島大学教育学部附属幼稚園
鹿児島大学教育学部附属幼稚園（かごしまだいがくきょういくがくぶふぞくようちえん）は、鹿児島県鹿児島市郡元一丁目にある国立幼稚園。鹿児島大学教育学部の附属学校である。
1876年に開設された東京女子師範学校附属幼稚園（現・お茶の水女子大学附属幼稚園）に次いで、国内2番目に創設された幼稚園である。

## 概要

### 沿革
- 1879年4月　水戸藩出身の豊田芙雄により鹿児島女子師範学校（山下町、現名山小の位置）の附属幼稚園として開園（日本国内2番目）[1][2][3]。
- 1880年11月　鹿児島師範学校附属幼稚園と改称[4]。
- 1885年　鹿児島県幼稚園と改称し独立[4]。
- 1911年4月　鹿児島県女子師範学校附属幼稚園と改称[4]。
- 1927年4月　本校新校舎増築のため、元大林区所跡（山下町）に移転。
- 1946年4月　鹿児島師範学校女子部附属幼稚園（山下町）と改称。
- 1947年4月　鹿児島大学鹿児島師範学校附属幼稚園（山下町）と改称。
- 1949年4月　鹿児島大学教育学部附属幼稚園と改称。
- 2004年4月　国立大学法人化。

### 園児数
3歳児、4歳児、5歳児の3つの組に分かれており、それぞれ約20 - 30人。全園児数は約90人。

## 著名な出身者
- 恵俊彰 - タレント、お笑い芸人
- 辛島美登里 - シンガーソングライター